# 안토니오 미란테
안토니오 미란테(이탈리아어: Antonio Mirante, 1983년 7월 8일 ~ )는 이탈리아의 축구 선수로, 포지션은 골키퍼이다. 현재 이탈리아 세리에 A의 AC밀란 소속이다.

## 경력

#### 유벤투스
- 세리에 B : 2006-07

#### AC밀란
- 세리에 A : 2021-22